# Västafrikanska staters ekonomiska gemenskap

Länder med västafrikansk CFA-franc (XOF)
Ecowas-länder utan västafrikansk CFA-franc

Västafrikanska staters ekonomiska gemenskap (engelska: Economic Community of West African States, Ecowas) är en ekonomisk samarbetsorganisation i Västafrika. Gemenskapen bildades 1975. Ordförande är Nigerias president Bola Tinubu (2023).
Ecowas är ett av de ekonomiska samarbetsorgan som utgör grundpelarna i Afrikanska ekonomiska gemenskapen.

## Medlemsstater
- Benin
- Burkina Faso
- Kap Verde
- Elfenbenskusten
- Gambia
- Ghana
- Guinea
- Guinea Bissau
- Liberia
- Mali
- Niger
- Nigeria
- Senegal
- Sierra Leone
- Togo

Mauretanien lämnade organisationen 2002. Efter en militärkupp i landet i början av 2009 stängdes Guinea tillfälligt av från all aktivitet i organisationen.

## Valutaunion

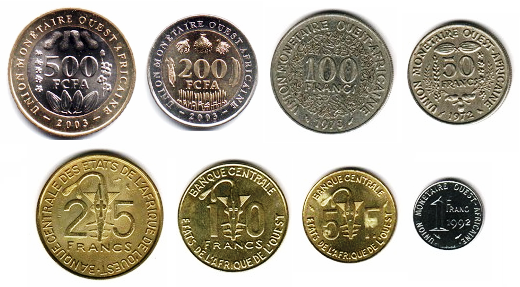
Västafrikanska CFA-franc.

Benin, Burkina Faso, Elfenbenskusten, Guinea-Bissau, Mali, Niger, Senegal och Togo ingår alla i valutaunionen Västafrikanska ekonomiska och monetära unionen (franska: Union économique et monétaire ouest-africaine, UEMOA). Länderna använder alla västafrikansk CFA-franc med en gemensam centralbank, Västafrikanska centralbanken i Dakar, Senegal.
Även Gambia, Ghana, Guinea, Nigeria och Sierra Leone planerar att införa en gemensam valuta. Dessutom har Liberia uttryckt intresse för att ansluta sig till denna framtida valutaunion. Det är tänkt att valutan ska heta eco och att även de länderna ska ha en gemensam centralbank.